# Galgula sorex
Galgula sorex là một loài bướm đêm trong họ Noctuidae.